# Ixorida buschinii
Ixorida buschinii är en skalbaggsart som beskrevs av Legrand 2009. Ixorida buschinii ingår i släktet Ixorida och familjen Cetoniidae. Inga underarter finns listade i Catalogue of Life.